# Fleurier
Fleurier je bývalá samostatná obec v kantonu Neuchâtel na západě Švýcarska. Žije zde asi 3500 obyvatel. 
Dříve samostatná obec vytvořila k 1. lednu 2009 společně s obcemi Boveresse, Buttes, Couvet, Les Bayards, Môtiers, Noiraigue, Saint-Sulpice a Travers novou obec Val-de-Travers.

## Geografie

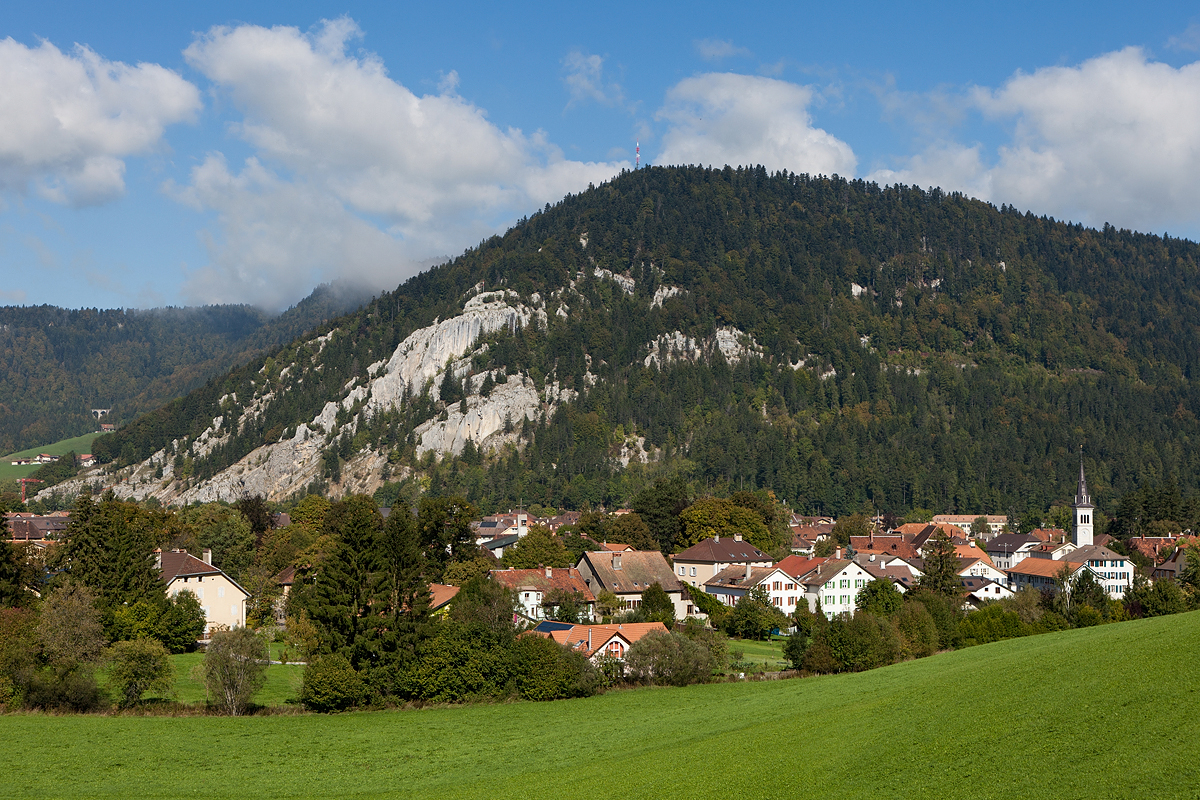
Celkový pohled

Fleurier leží v nadmořské výšce 741 m, vzdušnou čarou 28 km západojihozápadně od hlavního města kantonu, Neuchâtelu. Průmyslová obec se nachází v západní části údolí Val de Travers při ústí řeky Areuse z rokle Saint-Sulpice v jihozápadní části Neuchâtelského Jury.
Území bývalé obce o rozloze 7,7 km² pokrývá část západního údolí Val de Travers, které má ploché dno údolí široké asi 1 km. Z jihozápadu do něj ústí údolí Vallon du Buttes, které odvodňuje malá říčka Buttes. Na severu zasahuje území obce k okraji náhorní plošiny Haut de la Vy (až 1060 m n. m.) a na západě k antiklinále Montagne de Buttes (až 1040 m n. m.). Na jihu oblast zahrnuje část hustě zalesněného severního svahu masivu Chasseron, kde se nachází nejvyšší bod Fleurier (1330 m n. m.). Potok Bied, který se u Môtiers vlévá do řeky Areuse, vyhloubil během milionů let do tohoto svahu erozní údolí, jehož část leží na území Fleurier. V roce 1997 bylo 17 % rozlohy obce pokryto zastavěnou plochou, 53 % lesy a lesními porosty, 29 % zemědělstvím a jen něco málo přes 1 % neproduktivní půdou.
Fleurier zahrnuje několik zemědělských osad a jednotlivých farem na dolním severním svahu masivu Chasseron. Sousedními obcemi Fleurier byly Buttes, Saint-Sulpice, Boveresse a Môtiers v kantonu Neuchâtel a Romairon, Mauborget a Fontaines-sur-Grandson v kantonu Vaud.

## Historie

Letecký pohled (1931)

První písemná zmínka o obci pochází z roku 1284 pod názvem Flurye. Až do 14. století patřilo Fleurier převorství Saint-Pierre v sousední obci Môtiers, poté až do roku 1848 podléhalo kastelánství Val-de-Travers. V této době mělo nad oblastí svrchovanou moc hrabství Neuchâtel. Od roku 1648 byl Neuchâtel knížectvím a od roku 1707 byl personální unií spojen s Pruským královstvím. V roce 1806 bylo území postoupeno Napoleonovi a v roce 1815 se v rámci Vídeňského kongresu stalo součástí Švýcarské konfederace, přičemž pruští králové zůstali až do Neuchâtelské smlouvy z roku 1857 také knížaty Neuchâtelu. Ve městě sídlila zednářská lóže L’Egalité. Na konci 19. a na začátku 20. století byl Fleurier známý také jako turistické středisko.

## Obyvatelstvo
| Vývoj počtu obyvatel | Vývoj počtu obyvatel | Vývoj počtu obyvatel | Vývoj počtu obyvatel | Vývoj počtu obyvatel | Vývoj počtu obyvatel | Vývoj počtu obyvatel | Vývoj počtu obyvatel | Vývoj počtu obyvatel | Vývoj počtu obyvatel | Vývoj počtu obyvatel |
| -------------------- | -------------------- | -------------------- | -------------------- | -------------------- | -------------------- | -------------------- | -------------------- | -------------------- | -------------------- | -------------------- |
| Rok                  | 1850                 | 1900                 | 1910                 | 1930                 | 1950                 | 1960                 | 1970                 | 1980                 | 1990                 | 2000                 |
| Počet obyvatel       | 1770                 | 3746                 | 4184                 | 3726                 | 3413                 | 3814                 | 4124                 | 3573                 | 3578                 | 3761                 |

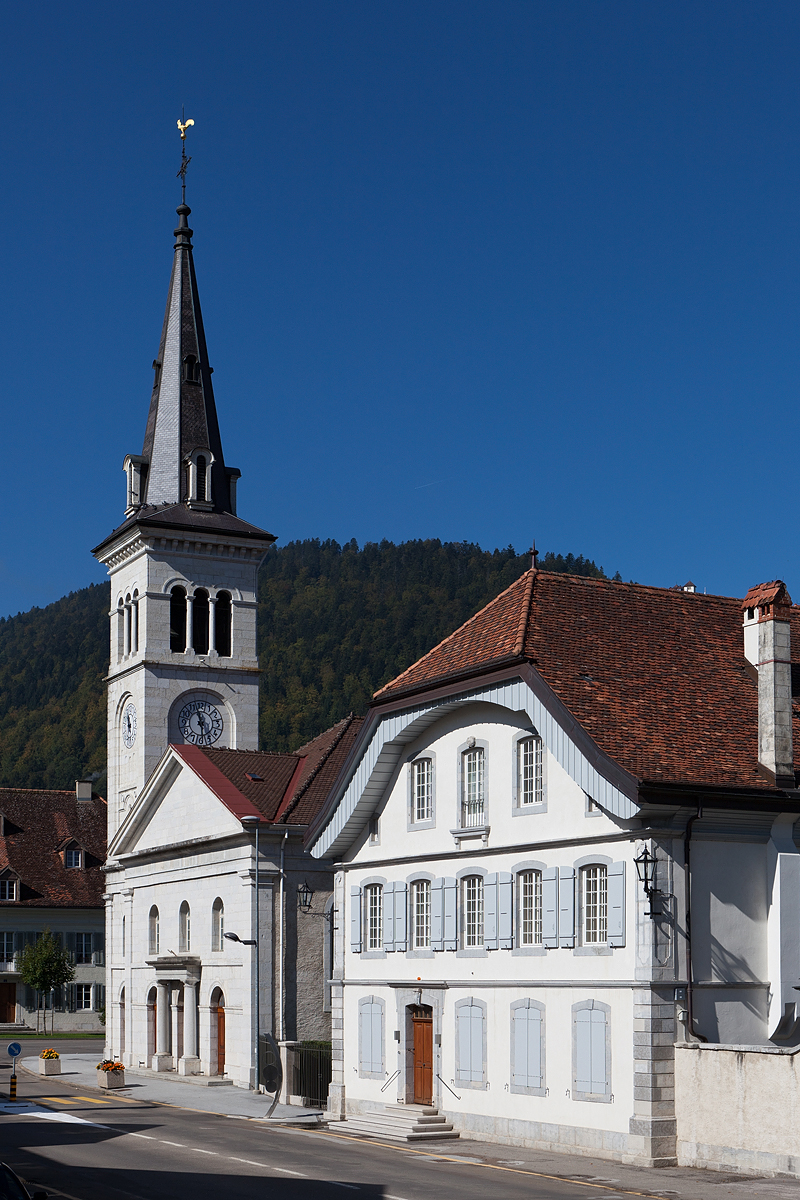
Kostel

Fleurier je největší obcí údolí Val de Travers. Z celkového počtu obyvatel je 88,1 % francouzsky mluvících, 3,3 % italsky mluvících a 2,8 % portugalsky mluvících (údaj z roku 2000). Počet obyvatel Fleurier prudce vzrostl zejména ve druhé polovině 19. století. V průběhu 20. století byly zaznamenány různé výkyvy, než počet obyvatel dosáhl na konci 60. let 20. století vrcholu 4300 obyvatel. Po výrazném poklesu do roku 1980 počet obyvatel od té doby stagnuje.

## Hospodářství

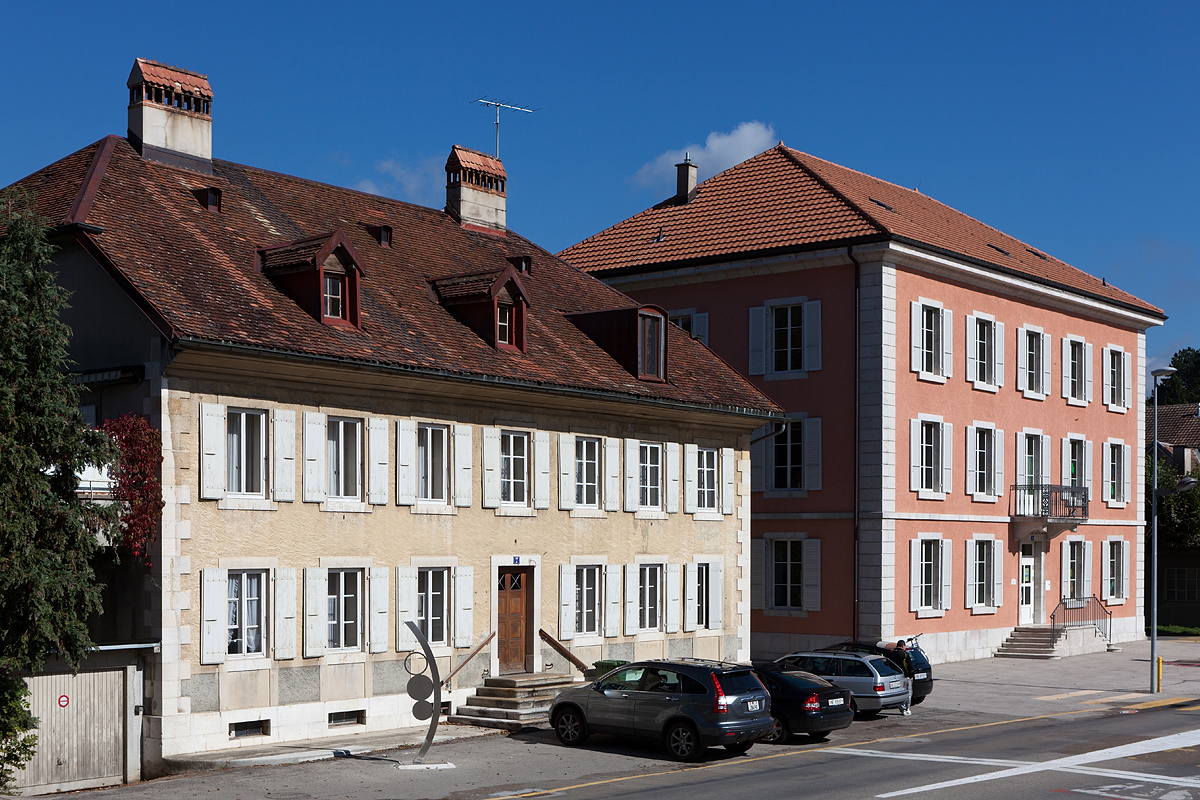
Domy v centru Fleurier

Fleurier byl až do poloviny 18. století malou zemědělskou vesnicí. Prvním významným průmyslovým odvětvím mimo zemědělství bylo krajkářství a od roku 1730 se ve Fleurier prosadilo hodinářství. Na konci 18. století nastoupila rychlá industrializace, která v průběhu 19. století vedla k velkému hospodářskému rozmachu. Již v této době se průmysl ve Fleurier soustředil do několika odvětví; kromě hodinářství a textilních továren zde byla také cihelna, tiskárna, laboratoř na výrobu bylinných léků, četné palírny absintu až do jeho zákazu v roce 1908, plynárna, tabáková továrna, továrna na sirky a továrna na jízdní kola. Tato rozmanitost znamenala, že krize v jednom odvětví byly do značné míry absorbovány ostatními. V důsledku toho Fleurier (na rozdíl od sousedních obcí) po roce 1900 téměř nezasáhlo vystěhovalectví.
Dnes se průmysl zaměřuje na mechaniku, výrobu přesných nástrojů a mikrotechnologie. Kdysi významný hodinářský průmysl mezitím téměř zanikl, ale od poloviny 90. let 20. století zažívá oživení díky zde sídlící manufaktuře Parmigiani a výrobě strojků značky Chopard. Obě společnosti nyní zaměstnávají více než 350 lidí. Řada dalších pracovních míst je v sektoru služeb, zatímco zemědělství zaměstnává jen asi 1 % pracovní síly.

## Doprava
Fleurier je silniční křižovatkou v údolí Val de Travers. Leží na hlavní silnici z Neuchâtelu přes hraniční přechod Les Verrières do Pontarlier ve Francii a je spojena také se Sainte-Croix a Le Locle. Dne 25. července 1860 byla otevřena železniční trať z Auvernier do Les Verrières se stanicí v Boveresse, která zpočátku obsluhovala také Fleurier. Dne 24. září 1883 byla slavnostně otevřena trať Travers – Saint-Sulpice se stanicí ve Fleurier. Odbočka Fleurier–Buttes byla nakonec otevřena 11. září 1886. Dnes jezdí regionální vlaky z Travers do Buttes, zatímco trať do Saint-Sulpice byla zrušena. Autobusové linky do Couvet, Les Verrières a La Brévine zajišťují doplňkové spoje veřejné dopravy.